# Kiss (雑誌)
『Kiss』（キス）は、講談社が発行する日本の漫画雑誌。刊行頻度は月刊であり、毎月25日に発売される。

## 概要
本誌は、講談社から発行されていた漫画雑誌・『mimi』の別冊として、1992年に創刊された。
情報誌『月刊ぱふ』1992年4月号では、『mimi』から独立した新ヤングレディース誌の創刊で、キャッチフレーズは「恋愛コミック誌」。主な作品としてこやまゆかりの新連載、鈴木由美子の『新・白鳥麗子でございます!』、前原滋子の『杏&影 結婚日記』、望月玲子の新連載など4作を紹介。創刊号の表紙に名画のキスシーン写真を使用した事への驚きや、今後の期待感が記述された（B5版 / 300円 / 3月16日発売）。
刊行頻度・発売日は時期によって変化している。創刊当時は月刊で、毎月16日に発売されていた。その後、1997年4月10日より月2回刊化され、毎月10日・25日に発売された。2013年3月25日より再び月刊誌となる。

### 掲載作品の傾向
本誌は「読むと恋をする」をキャッチフレーズとしており、恋愛漫画を中心に大人女性の王道を目指すという編集方針が掲げられている。掲載作品には、仕事や恋愛について、働く女性の「リアル」と「本音」を描いた作品が多く、20代から30代の女性をメインターゲットとしつつ、それ以上の年代の女性にも親しまれている。
本誌の元編集長である鈴木学は、本誌のカラーを作った漫画家として、こやまゆかりと小沢真理の2人を挙げている。

## 連載作品
※2025年9月号時点。作品名五十音順。
- 裏ズーキーパー犬飼（平田）：2025年7月号[10] -
- おいおいピータン!!（伊藤理佐）：2018年5月号[11] -
- キスまで徒歩2秒（原案：広瀬なつめ、漫画：小藤まつ）：2024年7月号[12] -
- きみは世界の中心です（金田一蓮十郎）：2025年6月号[13] -
- クロエマ Chloe et Emma（海野つなみ）：2022年10月号[14] -
- 恋をする日のランジェリー（KUJIRA）：2024年1月号[15] -
- ココロ、恋にあらず。（渡辺あゆ）：2025年9月号[16] -
- 零れるよるに（有賀リエ）：2022年11月号[17] -
- さよなら私のクズ旦那（原案：佐野倫子・山本理沙、漫画：井上霞）：2023年7月号 -
- それってどうかと思います！〜転職女子、ブラック企業でサバイブする。〜（原作：仁美慧、漫画：柑菜）：2025年6月号[13] -
- 誰そ彼のひと（藤沢もやし）：2023年9月号[18] -
- 橘花夫妻のかくしごとな新婚生活（我楽谷）：2025年8月号[19] -
- ながたんと青と-いちかの料理帖-（磯谷友紀）：2017年12月号[20] -
- 七つ屋 志のぶの宝石匣（二ノ宮知子）：2014年1月号[21] -
- 涙雨とセレナーデ（河内遙）：2015年1月号[22] -
- 汝、星のごとく（原作：凪良ゆう、作画：古里こう）：2024年8月号[23] -
- ハツコイノツギ（志村貴子）：2024年6月号[24] -
- ファタールゲーム（ばったん）：2025年7月号[10] -
- BlackSheep -超常機密分析部-（五鹿マルメ）：2025年3月号[25] -
- やんごとなき一族（こやまゆかり）：2017年8月号[26] -
- 芳町花かげ地獄（並木クロエ）：2024年11月号[27] -

## 過去の主な連載作品

### あ行
- IS （六花チヨ）
- 青空クリニック（軽部潤子）
- あかちゃんのドレイ。（大久保ヒロミ）
- あかねSAL☆（原作：岡田惠和、漫画：なかはら★ももた）
- アトリエヒライス（谷口リヨ果）：2021年2月号 - 2021年7月号[28]
- アナタとわたしの探偵社（柴門ふみ）
- あなたにホの字（こやまゆかり）
- アラビア猫のゴルム（ヤマザキマリ）
- アリスとアマリリス（小沢真理）：2018年3月号[29] -
- ありをりはべり（日向なつお）
  - ありをりはべり いまそかり（日向なつお）：2013年9月号[30] - ※『ありをりはべり』の続編[30]。
- 杏&影 結婚日記（前原滋子）：1992年4月号[31] - 1993年11月号[32]　※Kiss創刊時に『mimi』より移動。
- アレンとドラン（麻生みこと）：2016年5月号[33] - 2022年11月号
- アンナさんのおまめ （鈴木由美子）
- いじわるお兄ちゃん（おかもととかさ）：2023年2月号[34] - 2025年1月号[35]
- 一緒に遭難したいひと（西村しのぶ）
- 苺田さんの話（小沢真理）
- 古オタクの恋わずらい（ニコ・ニコルソン）：2021年8月号[36] - 2023年4月号
- うさぎ探偵物語（原作：長崎尚志、漫画：芳崎せいむ）
- 嘘とか恋とか（原作：六つ花えいこ、漫画：加瀬アオ）：2023年12月号[37] - 2025年2月号[38]
- 美しいこと（原作：木原音瀬、漫画：犬井ナオ）：2020年5月号[39] - 2021年2月号
- 海とドリトル（磯谷友紀）：2014年1月号[21] - 2016年2月号[40]
- うらら（ひうらさとる）： - 2013年9月号[41]
- エメとヒメ（小川彌生）：2023年8月号[42] - 2024年8月号[23]
- おいピータン!!（伊藤理佐）： - 2018年3月号[29]
- オールトの雲から（有賀リエ）
- おかわり のんdeぽ庵（原作：イタバシマサヒロ、漫画：なかはら★ももた）
- おとなになっても（志村貴子）：2019年5月号[43] - 2023年10月号[44]
- 大人の問題提起シリーズ（ももち麗子）：2017年11月号[45] - 、2018年9月号[46] - 2019年7月号
- おひとり様物語（谷川史子）：2008年5号 - 2022年8月号
- お水の花道（原作：城戸口静、漫画：理花）

### か行
- カカフカカ（石田拓実）：2013年12月号[47] - 2021年1月号[48]
- ガキのためいき（沖田×華）
- 肩ごしに投げキッス（こやまゆかり）：1992年4月号[49] - 1992年11月号[50]　※新連載第1話目がKiss創刊号の巻頭カラー作品[51]。
- カツ婚!（米沢りか）
- 家電の女（西山優里子）
- 神は細部に宿るのよ（久世番子）：2009年7号 - 2021年12月号
- 彼と彼女のヒストリごはん（真船きょうこ）： - 2020年5月号[39]
- キス&ネバークライ （小川彌生）
- きみはペット （小川彌生）
- 君はぼくのヒーローさ（真柴ひろみ）
- キャバママ（原作：城戸口靜、漫画：山田圭子）
- きょうもあしたも蕨井先生（五鹿マルメ）：2022年11月号 - 2023年9月号
- 兄弟犬（ともえ）：2014年8月号 - 2023年2月号
- 銀のスプーン（小沢真理）： - 2017年11月号[45]
- 銀盤騎士（小川彌生）： - 2017年8月号[26]
- QBかりん 警視庁特殊SP班 （西山優里子）
- 9時にはおうちに帰りたい（青色イリコ）：2013年9月号[41] -
- クジャクのダンス、誰が見た?（浅見理都）：2022年9月号[52] - 2025年4月号[53]
- クソババァに花束を!!（鈴木由美子）
- くちうつす（天沢アキ）：2017年2月号[54] -
- Good Job〜グッジョブ （かたおかみさお）
- 海月姫（東村アキコ）： - 2017年10月号[55]
- GREEN FINGER -小花の庭-（松本小夢）
- グレイ ロマンス（楠田夏子）
- ケッコー ケンコウ家族（栗原まもる）
- けむたい姉とずるい妹（ばったん）：2021年10月号[56] - 2023年10月号
- こいいじ（志村貴子）：2014年10月号[57] - 2019年1月号[58]
- 恋のウニフラ（江本晴）：2014年2月号[59] -
- 後宮（海野つなみ）
- 高2の恋の忘れ方（小沢かな）：2023年6月号[60] - 2025年7月号[61]
- 焦がした愛はままならない（和田こま）：2023年10月号[44] - 2025年1月号[35]
- コスメの魔法（あいかわももこ）
- ことこと かるてっと（楠田夏子）
- コマメのお仕事（松本小夢）
- コミンカビヨリ（高須賀由枝）： - 2020年4月号[62]
- コンビニ恋愛レシピ（松本小夢）

### さ行
- サイソウラヴァーズ（江唯みじ子）：2016年7月号[63] -
- サウダーデ（池辺葵）
- サギ、欲情に鳴く（奈良原せつ）：2021年7月号[28] - 2022年7月号 ※『ハツキス』より移籍[28]
- 幸子、生きてます（柘植文）：2016年11月号[64] - 2022年9月号
- SatoShio（衿沢世衣子）
- 3回まわって恋をして（うつろあきこ）
- 小煌女（海野つなみ）
- ジョナ散歩（ケイケイ）
- 新・白鳥麗子でございます!（鈴木由美子）
- Sweet Home Chicago（ヤマザキマリ）
- …すぎなレボリューション（小池田マヤ）
- スティーブ・ジョブズ（原作：ウォルター・アイザックソン、漫画：ヤマザキマリ）：2013年5月号[65] - ※『ハツキス』に移籍
- 青春★オノマトペ（江本晴）
- 青春上等!!（松本美緒）
- 世界で一番早い春（川端志季）：2018年4月号[66] - 2021年6月号[67]
- そして発火する惑星（日々の杏）：2023年12月号[37] - 2024年2月号[68] ※休載[69]→『Palcy』に移籍[70]
- その日世界は終わる（原作：海野つなみ）：2018年1月号[71] - ※オムニバス連載[71]

### た行
- 大正ガールズ エクスプレス（日下直子）
- 高天原に神留坐す（篠有紀子）
- タケコさんの恋人21（望月玲子）
- ちっちゃな頃からおばちゃんで（小山田容子）
- 月と指先の間（稚野鳥子）：2015年11月号[72] - 2018年10月号
- つなぐと星座になるように（雁須磨子）※『Kiss PLUS』に移籍[73]
- つぶつぶ生活（栗原まもる）
- 東京アリス（稚野鳥子）： - 2015年10月号[74]
  - 東京アリス girly（稚野鳥子）：2017年10月号[55] - 2020年10月号
- 東京タラレバ娘（東村アキコ）：2014年5月号[75] - 2017年6月号[76] ※シリーズ連載[75]
  - タラレBar（東村アキコ）：2017年12月号 -
  - 東京タラレバ娘 リターンズ（東村アキコ）：2018年12月号[77] - 2019年2月号[78]
  - 東京タラレバ娘 シーズン2（東村アキコ）：2019年6月号[79] - 2021年11月号[80]
- 同居人はネコの根古さん（青化）：2021年11月号[80] - 2022年2月号
- Travel journal（海野つなみ）：2021年3月号[81] - 2021年7月号[82] ※シリーズ[81]
- とりあえず並んでみた。（鶴ゆみか）：2017年1月号 - 2018年5月号[11]

### な行
- ナチュラル（軽部潤子）
- 成瀬は恋が証明できない（ナカガワパリ）：2023年10月号[44] - 2024年8月号[23]
- 逃げるは恥だが役に立つ（海野つなみ）： - 2017年2月号[54]、2019年3月号[83] - 2020年4月号[62]
- 1/2の林檎（こやまゆかり）
- ねえ、honey知らないの?（ひうらさとる）
- ネコ様の言うなり（野中のばら）
- 猫嬢ムーム（今日マチ子）：2014年11月号[84] -
- のだめカンタービレ（二ノ宮知子）
- 野田ともうします。（柘植文）
- 長閑の庭（アキヤマ香）：2014年3月号[85] - 2019年5月号[43] ※隔月連載[85]

### は行
- パーフェクトワールド（有賀リエ）：2014年5月号 - 2021年3月号[81]
- はじめまして さようなら（六多いくみ）：2016年2月号[40] - 2017年6月号[76]
- 働くふたりのごほうび飯（星名里帆）：2022年12月号[86] - 2024年12月号[87]
- ×一物語（こやまゆかり）
- 花咲舞が黙ってない（原作：池井戸潤、漫画：六多いくみ）：2014年7月号[88] - 2015年9月号[89]
- 花吐き乙女（松田奈緒子）
- ハマる男に蹴りたい女（天沢アキ）：2021年7月号[28] - 2024年4月号[90]
- バラ色の聖戦（こやまゆかり）：2009年19号(10月10日号[91]) - 2017年1月号[92]
- パルノグラフィティ（板垣巴留）：2019年11月号[93] -
- ヒゲの妊婦 (43)（ひうらさとる）
- 非合法ロマンス（松田奈緒子）：2024年2月号[94] - 2025年7月号[61]
- ひゃほ〜♪ウニファミリー（鈴木由美子）
- ブルーバードブルー（楠田夏子）
- ベビーシッター・ギン!（大和和紀）
- 僕らが恋をしたのは（オノ・ナツメ）：2021年8月号[36] - 2023年5月号
- ポケットの中の奇跡（大和和紀）
- ホタルノヒカリ（ひうらさとる）
  - ホタルノヒカリSP：2014年3月号[85] - 2017年7月号[95] ※続編[95]
  - ホタルノヒカリ BABY：2017年12月号[20] - 2021年6月号[67] ※続編[20]
- ポンコツ警察官は私に夢中（上野はる菜）：2021年7月号[28] - 2023年7月号
- 本屋の森のあかり（磯谷友紀）

### ま行
- 猫嬢ムーム（今日マチ子）
- 見かけの二重星（つばな）
- 30婚 miso-com（米沢りか）
- 御手洗家、炎上する（藤沢もやし）：2017年5月号[96] - 2021年6月号[67]
- 道草教室（長原万里子）：2006年10号 - 2007年8号
- 満ちても欠けても（水谷フーカ）※『Kiss PLUS』に移籍
- ミドリくんには触れない（トヨタトヨ）：2021年2月号 - 2023年7月号
- 無能の鷹（はんざき朝未）：2019年8月号[97] - 2024年11月号[27] ※シリーズ連載[97]
- メイクはただの魔法じゃないの（六多いくみ）：2018年3月号[29] - 2021年9月号
- 飯カレ（日向なつお）
- メゾンde長屋さん（ひうらさとる）
- モトカレマニア（瀧波ユカリ）：2017年9月号[26] - 2021年5月号
- モモタビ（安藤モモ子）

### や・ら・わ行
- ヤマありタニおり（日下直子）：2009年17号 - 2010年15号
- ヤングダイヤル ー少年事件第零課ー（朱村咲）：2023年11月号[98] - 2025年1月号[35]→『コミックDAYS』に移籍[99]
- 夜明け前のうた（花本鹿乃子）：2016年8月号[100] - 2018年4月号[66]
- 余命一年、男をかう（原作：吉川トリコ、漫画：志真てら子）：2022年3月号[101] - 2023年4月号
- ライン（西村しのぶ）：1997年11号 - 2005年4号
- ラブリラン（天沢アキ）：2014年8月号 - 2016年1月号[102]
- レッドポイント（六花チヨ）：2010年20号 - 2011年20号
- 恋愛の美子ちゃん（小坂かおる）：1998年23号 - 2000年1号
- れんと。（軽部潤子）：2006年1号 - 2008年9号
- ワーキングピュア（小山田容子）：2007年8号 - 2011年16号
- 私の愛した母の恋人（須野ゆき子）：2022年5月号 - 2023年6月号
- わたしのお嫁くん（柴なつみ）：2018年6月号 - 、2019年4月号[103] - 2023年11月号[98] ※シリーズ連載[103]
- 私の町の千葉くんは。（おかもととかさ）：2019年11月号 - 2021年9月号 ※『ハツキス』より移籍
- ワンダフルライフ？（ケイケイ）：2007年12号 - 2012年4号

## 映像化

### アニメ化
| 作品               | 放送年          | アニメーション制作 | 備考・出典                                  |
| ------------------ | --------------- | ------------------ | ------------------------------------------- |
| のだめカンタービレ | 2007年（第1期） | J.C.STAFF          | [ 104 ]                                     |
| のだめカンタービレ | 2008年（第2期） | J.C.STAFF          | タイトルは「のだめカンタービレ 巴里編」     |
| のだめカンタービレ | 2010年（第3期） | J.C.STAFF          | タイトルは「のだめカンタービレ フィナーレ」 |
| 海月姫             | 2010年          | ブレインズ・ベース | [ 107 ]                                     |

### 実写化
| 作品                           | 放送年                   | 制作                                                            | 備考                                                                                     |
| ------------------------------ | ------------------------ | --------------------------------------------------------------- | ---------------------------------------------------------------------------------------- |
| 世界でいちばん優しい音楽       | 1996年                   | 関西テレビ                                                      |                                                                                          |
| お水の花道                     | 1999年（第1期）          | フジテレビ                                                      | タイトルは「お水の花道 女30歳ガケップチ」                                                |
| お水の花道                     | 2001年（第2期）          | フジテレビ                                                      | タイトルは「新･お水の花道」                                                              |
| いけいけ!バカオンナ            | 1999年                   | テレビ朝日、MMJ                                                 | タイトルは「可愛いだけじゃダメかしら?」                                                  |
| 恋の奇跡                       | 1999年                   | テレビ朝日、アベクカンパニー                                    |                                                                                          |
| きみはペット                   | 2003年（第1作）          | TBSエンタテインメント                                           |                                                                                          |
| きみはペット                   | 2017年（第2作）          | AOI Pro.                                                        |                                                                                          |
| コスメの魔法                   | 2004年（第1期）          | TBS                                                             |                                                                                          |
| コスメの魔法                   | 2005年（第2期）          | TBS                                                             |                                                                                          |
| ビバ!山田バーバラ              | 2006年                   | N/A                                                             |                                                                                          |
| ビバ!山田バーバラ              | 2007年（スペシャル）     | N/A                                                             |                                                                                          |
| アンナさんのおまめ             | 2006年                   | テレビ朝日、ティーズ（協力）                                    |                                                                                          |
| のだめカンタービレ             | 2006年                   | フジテレビ                                                      |                                                                                          |
| のだめカンタービレ             | 2008年（スペシャル）     | フジテレビ                                                      |                                                                                          |
| のだめカンタービレ             | 2014年（韓国ドラマ）     | N/A                                                             | タイトルは「내일도 칸타빌레」（日本公開時は「のだめカンタービレ～ネイル カンタービレ」） |
| のだめカンタービレ             | 2020年（中国ドラマ）     | N/A                                                             | タイトルは「蝸牛與黃鸝鳥」（日本公開時は「キミと奏でる交響曲（シンフォニー）」）         |
| Good Job〜グッジョブ           | 2007年                   | NHK                                                             | タイトルは「グッジョブ -Good job-」                                                      |
| ホタルノヒカリ                 | 2007年                   | 日本テレビ                                                      |                                                                                          |
| ホタルノヒカリ                 | 2010年                   | 日本テレビ                                                      | タイトルは「ホタルノヒカリ2」                                                            |
| スイート10                     | 2008年                   | N/A                                                             | タイトルは「スイート10〜最後の恋人〜」                                                   |
| 野田ともうします。             | 2010年 - 2011年（第1期） | NHK                                                             |                                                                                          |
| 野田ともうします。             | 2011年 - 2012年（第2期） | NHK                                                             |                                                                                          |
| 野田ともうします。             | 2011年（スペシャル）     | NHK                                                             |                                                                                          |
| 野田ともうします。             | 2012年 - 2013年（第3期） | NHK                                                             |                                                                                          |
| IS〜男でも女でもない性〜       | 2011年                   | テレビ東京、オスカープロモーション                              |                                                                                          |
| バラ色の聖戦                   | 2011年                   | テレビ朝日                                                      | タイトルは「バラ色の聖戦 30歳2児の母、モデルになる。」                                   |
| ジョナ散歩                     | 2014年 - 2015年          | メディアプルポ                                                  |                                                                                          |
| 銀のスプーン                   | 2015年                   | 東海テレビ                                                      | タイトルは「明日もきっと、おいしいご飯〜銀のスプーン〜」                                 |
| 逃げるは恥だが役に立つ         | 2016年                   | N/A                                                             |                                                                                          |
| 逃げるは恥だが役に立つ         | 2021年（スペシャル）     | TBS                                                             |                                                                                          |
| 東京タラレバ娘                 | 2017年                   | 日本テレビ、AX-ON                                               |                                                                                          |
| 東京タラレバ娘                 | 2020年（スペシャル）     | 日本テレビ、AX-ON                                               |                                                                                          |
| 海月姫                         | 2018年                   | フジテレビ                                                      |                                                                                          |
| ラブリラン                     | 2018年                   | 読売テレビ                                                      |                                                                                          |
| デイジー・ラック               | 2018年                   | NHK、共同テレビ                                                 |                                                                                          |
| パーフェクトワールド           | 2019年                   | カンテレ                                                        |                                                                                          |
| カカフカカ                     | 2019年                   | エイベックス・ピクチャーズ、 ファインエンターテイメント（協力） | タイトルは「カカフカカ -こじらせ大人のシェアハウス-」                                    |
| 長閑の庭                       | 2019年                   | NHK                                                             |                                                                                          |
| ベビーシッター・ギン!          | 2019年                   | NHK                                                             |                                                                                          |
| モトカレマニア                 | 2019年                   | フジテレビ                                                      |                                                                                          |
| おいピータン!!                 | 2022年（第1期）          | 東海テレビ                                                      | タイトルは「おいハンサム!!」                                                             |
| おいピータン!!                 | 2024年（第2期）          | 東海テレビ                                                      | タイトルは「おいハンサム!!」                                                             |
| やんごとなき一族               | 2022年                   | フジテレビ、FILM（協力）                                        |                                                                                          |
| ハマる男に蹴りたい女           | 2023年                   | テレビ朝日、ジェイ・ストーム AOI Pro.（協力）                   |                                                                                          |
| ながたんと青と-いちかの料理帖- | 2023年                   | N/A                                                             |                                                                                          |
| わたしのお嫁くん               | 2023年                   | 共同テレビ（協力）                                              |                                                                                          |
| けむたい姉とずるい妹           | 2023年                   | テレビ東京、大映テレビ                                          |                                                                                          |
| 私の町の千葉くんは。           | 2024年                   | テレビ東京、ファインエンターテイメント                          |                                                                                          |
| 無能の鷹                       | 2024年                   | テレビ朝日、MMJ                                                 |                                                                                          |
| クジャクのダンス、誰が見た?    | 2025年                   | TBS、TBSスパークル                                              |                                                                                          |
| 世界で一番早い春               | 2025年                   | MBS、The icon                                                   |                                                                                          |

| 作品               | 配信年 | 制作                       | 備考・出典 |
| ------------------ | ------ | -------------------------- | ---------- |
| 東京アリス         | 2017年 | ファインエンターテイメント | [ 109 ]    |
| 御手洗家、炎上する | 2023年 | オフィスクレッシェンド     | [ 110 ]    |
| おとなになっても   | 2025年 | AOI Pro.、PADMA（協力）    | [ 111 ]    |

| 作品                  | 公開年             | 配給                     | 備考・出典                                                  |
| --------------------- | ------------------ | ------------------------ | ----------------------------------------------------------- |
| カンナさん大成功です! | 2006年（韓国映画） | ワーナー・ブラザース     | タイトルは「미녀는 괴로워」                                 |
| カンナさん大成功です! | 2009年（日本映画） | ゴー・シネマ             | タイトルは「劇場版 カンナさん大成功です!」                  |
| のだめカンタービレ    | 2009年（前編）     | 東宝                     | タイトルは「のだめカンタービレ 最終楽章」                   |
| のだめカンタービレ    | 2010年（後編）     | 東宝                     | タイトルは「のだめカンタービレ 最終楽章」                   |
| きみはペット          | 2011年（韓国映画） | 東宝東和                 | タイトルは「You're My Pet」（日本公開時は「きみはペット」） |
| ホタルノヒカリ        | 2012年             | 東宝                     | タイトルは「映画 ホタルノヒカリ」                           |
| 海月姫                | 2014年             | アスミック・エース       |                                                             |
| パーフェクトワールド  | 2018年             | 松竹、LDH PICTURES       | タイトルは「パーフェクトワールド 君といる奇跡」             |
| いけいけ！バカオンナ  | 2020年             | アークエンタテインメント | タイトルは「いけいけ！バカオンナ〜我が道を行け〜」          |
| おいピータン!!        | 2022年             | 東宝                     | タイトルは「映画 おいハンサム!!」                           |

## 講談社コミックスKiss
講談社コミックスKissは、『Kiss』に掲載された作品を収録する漫画単行本レーベルである。1993年に創刊された。
2017年現在、同レーベル最大のヒット作は『のだめカンタービレ』であり、単行本の累計発行部数は3700万部を記録している。

## 発行部数
- 2003年9月1日 - 2004年8月31日、202,583部[115]
- 2004年9月 - 2005年8月、183,208部[115]
- 2005年9月1日 - 2006年8月31日、176,958部[115]
- 2006年9月1日 - 2007年8月31日、167,600部[115]
- 2007年10月1日 - 2008年9月30日、159,250部[115]
- 2008年10月1日 - 2009年9月30日、145,542部[115]
- 2009年10月1日 - 2010年9月30日、127,962部[115]
- 2010年10月1日 - 2011年9月30日、104,834部[115]
- 2011年10月1日 - 2012年9月30日、93,559部[115]
- 2012年10月1日 - 2013年9月30日、85,889部[115]
- 2013年10月1日 - 2014年9月30日、84,764部[115]
- 2014年10月1日 - 2015年9月30日、82,221部[115]
- 2015年10月1日 - 2016年9月30日、79,647部[115]
- 2016年10月1日 - 2017年9月30日、76,072部[115]
- 2017年10月1日 - 2018年9月30日、70,308部[115]
- 2018年10月1日 - 2019年9月30日、57,967部[115]
- 2019年10月1日 - 2020年9月30日、45,042部[115]
- 2020年10月1日 - 2021年9月30日、37,242部[115]
- 2021年10月1日 - 2022年9月30日、30,600部[115]
- 2022年10月1日 - 2023年9月30日、28,258部[115]
- 2023年10月1日 - 2024年9月30日、25,667部[115]

## 関連誌
- 1997年 - 『mimi』の姉妹誌、『mimi Carnival』の流れをくむ『Kiss Carnival』が創刊し、2001年まで刊行されている。
- 2001年 - 本誌の姉妹誌として『One more Kiss』が創刊。
- 2006年 - 本誌の増刊号として『Beth』が創刊し、2008年まで刊行された。
- 2007年 - 『One more Kiss』休刊。
- 2008年 - 『One more Kiss』後継誌、『Kiss PLUS』が創刊し、2014年まで刊行された。
- 2014年 - 『Kiss PLUS』休刊後に後継誌、『ハツキス』が創刊された[116]。
- 2021年 - 『ハツキス』が36号をもって休刊した[117]。